# Alicia Villarreal

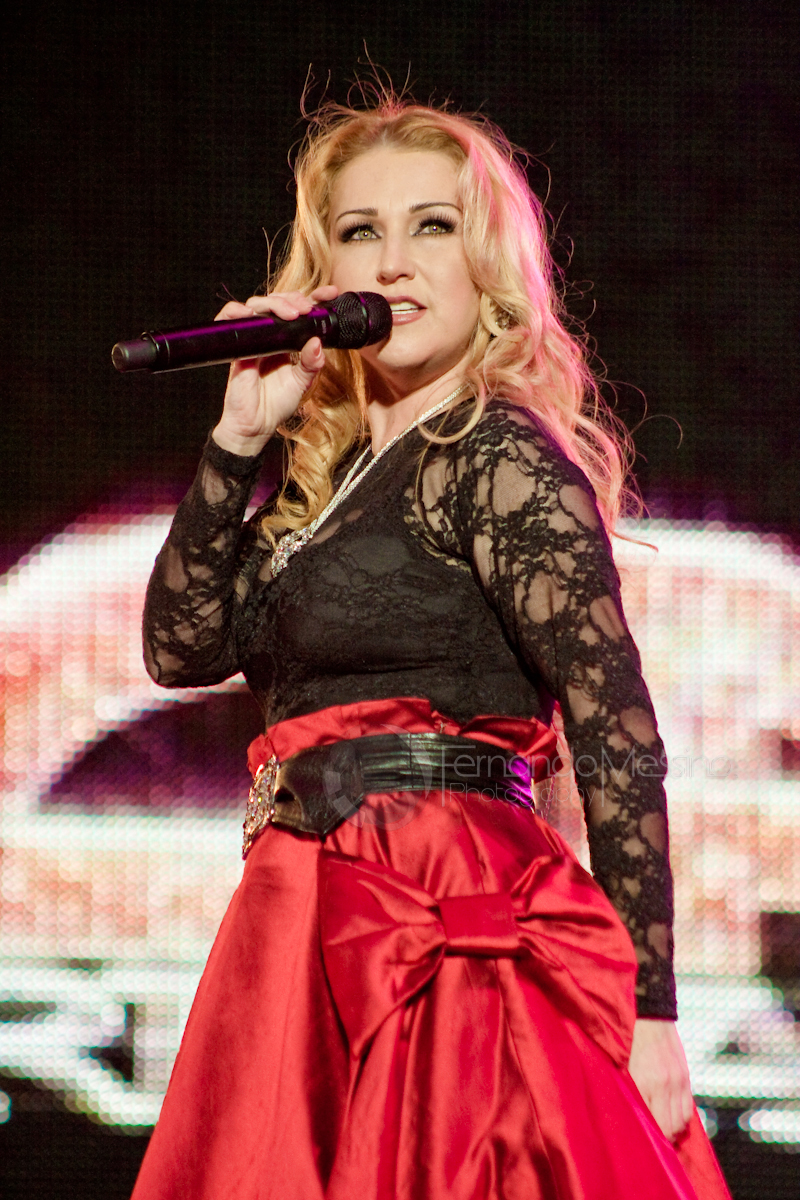
Alicia Villarreal, 2010

Alicia Villarreal, mit vollem Namen Martha Alicia Villarreal Esparza und auch bekannt als La Güerita Consentida (* 31. August 1971 in Monterrey, Nuevo León), ist eine mexikanische Ranchera-Sängerin.

## Laufbahn
Bereits in jungen Jahren trat Alicia Villarreal in verschiedenen Bands auf, die auf Festen und Hochzeiten spielten. Der musikalische Durchbruch gelang, nachdem sie zusammen mit Sergio Ponce und Gerardo Padilla die Grupo Límite gegründet hatte. Mit der Grupo Límite nahm sie insgesamt sieben Alben auf und hatte große Erfolge mit Liedern wie Te Aprovechas, Yo Sin Tu Amor, El Príncipe, Sentimientos, Esto que Siento, Adorable Ladrón, Alma Rebelde, Capricho Loco und Veneno. Bei ihren Live-Auftritten füllte die Gruppe die großen Hallen in Mexiko und anderen Ländern des amerikanischen Kontinents.
Nach ihrer Trennung von der Grupo Límite begann Alicia Villarreal eine Solokarriere, in der sich weitere Erfolge einstellten. Bereits ihr erstes Soloalbum Soy lo Prohibido (2003) verkaufte sich mehr als 600.000 Mal. In ihrer gesamten Laufbahn verkaufte Alicia Villarreal (einschließlich ihrer Zeit als Leadsängerin der Grupo Límite) mehr als zehn Millionen Alben.
Sowohl mit der Grupo Límite als auch als Solokünstlerin gewann Alicia Villarreal mehrere Preise, wie zum Beispiel zweimal den Latin Grammy für die Alben Por encima de todo (2001, mit Grupo Límite) und Cuando el corazón se cruza (2004, als Solokünstlerin).

## Diskografie

### Alben
| Jahr | Titel                      | Höchstplatzierung, Gesamtwochen, AuszeichnungChartplatzierungen (Jahr, Titel, Platzierungen, Wochen, Auszeichnungen, Anmerkungen) | Höchstplatzierung, Gesamtwochen, AuszeichnungChartplatzierungen (Jahr, Titel, Platzierungen, Wochen, Auszeichnungen, Anmerkungen) | Höchstplatzierung, Gesamtwochen, AuszeichnungChartplatzierungen (Jahr, Titel, Platzierungen, Wochen, Auszeichnungen, Anmerkungen) | Anmerkungen |
| Jahr | Titel                      | US | Latin | MX | Anmerkungen |
| ---- | -------------------------- | --- | --- | --- | ----------- |
| 2001 | Soy lo prohibido           | — | Latin3 ×2Doppelplatin · (60 Wo.)Latin                                                                                             | MX— PlatinMX |             |
| 2004 | Cuando El Corazon Se Cruza | — | Latin28 (9 Wo.)Latin | — |             |
| 2006 | Orgullo de mujer           | US180 (1 Wo.)US | Latin8 Platin · (18 Wo.)Latin | MX— GoldMX |             |
| 2007 | La Más Completa Colección  | — | — | MX35 (12 Wo.)MX |             |
| 2007 | La Historia... Mis Exitos  | — | Latin53 (4 Wo.)Latin | — |             |
| 2009 | La Jefa                    | US166 (2 Wo.)US | Latin4 (14 Wo.)Latin | MX41 (5 Wo.)MX |             |
| 2010 | 15 Años Conmemorativo      | — | — | MX90 (3 Wo.)MX |             |

grau schraffiert: keine Chartdaten aus diesem Jahr verfügbar

### Singles
| Jahr | Titel Album                                      | Höchstplatzierung, Gesamtwochen, AuszeichnungChartsChartplatzierungen (Jahr, Titel, Album, Platzierungen, Wochen, Auszeichnungen, Anmerkungen) | Anmerkungen |
| Jahr | Titel Album                                      | Latin | Anmerkungen |
| ---- | ------------------------------------------------ | --- | ----------- |
| 2002 | Te Quedo Grande La Yegua Soy lo prohibido        | Latin15 (13 Wo.)Latin |             |
| 2004 | Soy Tu Mujer Cuando El Corazón Se Cruza          | Latin2 (26 Wo.)Latin |             |
| 2006 | Insensible A Ti (Me Pone A Mil) Orgullo de mujer | Latin19 (10 Wo.)Latin |             |